# James Cagney
James Francis Cagney (17. července 1899 – 30. března 1986) byl americký herec norsko-irského původu.
Roku 1942 získal Oscara za mužský herecký výkon v hlavní roli ve filmu Yankee Doodle Dandy, kde ztvárnil skladatele a autora broadwayských muzikálů George M. Cohana. Nominován na sošku Akademie byl ještě dvakrát. Již roku 1938 za hlavní roli v gangsterském filmu Angels with Dirty Faces a roku 1955 za film Love Me or Leave Me, životopisný snímek o zpěvačce a herečce Ruth Ettingové. Velkým průlomem v jeho hollywoodské kariéře byla gangsterka The Public Enemy z roku 1931. Jeho na dlouhou dobu posledním filmem byla komedie Billyho Wildera Raz, dva, tři z roku 1961. Na plátno se vrátil až po dlouhých 20 letech, když přijal nabídku Miloše Formana na účast ve filmu Ragtime. To byla jeho poslední filmová role. V televizi jí byl bývalý boxer na vozíčku ve snímku Terrible Joe Moran, kde byly užity i záběry z dávného Cagneyova boxerského filmu Winner Take All.
Politicky byl dlouho Demokratem a v 50. letech byl dokonce vyšetřován pro "neamerickou činnost". Postupně se však sunul doprava a jako osobní přítel Ronalda Reagana ho v 80. letech podpořil v jeho prezidentských kampaních. Svůj přesun z levice ke konzervativismu vysvětlil v autobiografické knize Cagney by Cagney (1976) děsem z rozkladné role hnutí hippies.